# Tomoki Imai
Tomoki Imai (japanisch 今井 智基 Imai Tomoki; * 29. November 1990 in der Präfektur Tokio) ist ein japanischer Fußballspieler.

## Karriere
Imai erlernte das Fußballspielen in der Jugendmannschaft von Omiya Ardija und der Universitätsmannschaft der Chūō-Universität. Seinen ersten Vertrag unterschrieb er 2013 bei Omiya Ardija. Der Verein spielte in der höchsten Liga des Landes, der J1 League. Am Ende der Saison 2014 stieg der Verein in die J2 League ab. Im Juni 2015 wechselte er zum Erstligisten Kashiwa Reysol. Für den Verein absolvierte er fünf Erstligaspiele. Im August 2018 wechselte er zum Zweitligisten Matsumoto Yamaga FC. 2018 wurde er mit dem Verein Meister der J2 League und stieg in die J1 League auf. Für den Verein absolvierte er 25 Ligaspiele. 2020 wechselte er zu Western United.